# اتومفلوت

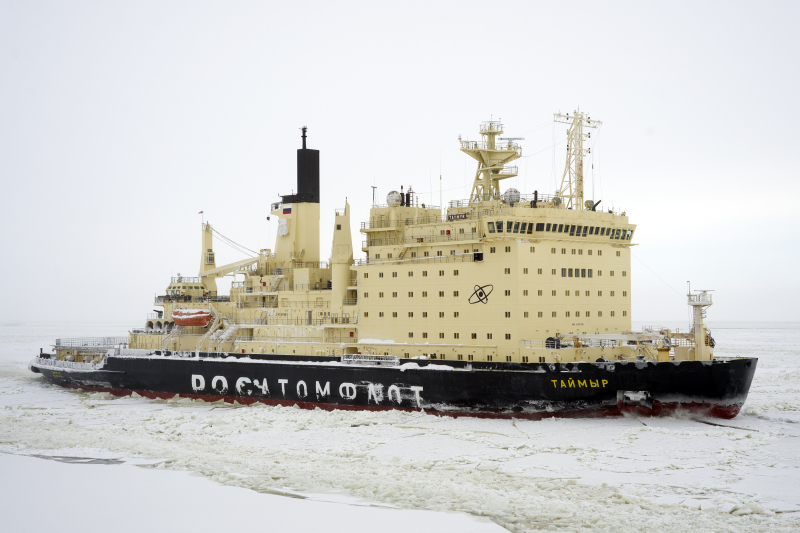
تيمير - كاسحة الجليد من فئة تيمير

أتومفلوت (بالروسية: ФГУП «Атомфлот»)‏ هي شركة روسية وقاعدة خدمات تمتلك الأسطول الوحيد في العالم من كاسحات الجليد التي تعمل بالطاقة النووية .   أتومفلوت هي جزء من مجموعة روساتوم ، ويقع مقرها في مدينة مورمانسك . 
اعتبارًا من سبتمبر 2020، تدير الشركة أسطولًا مكونًا من خمس كاسحات جليد تعمل بالطاقة النووية، بما في ذلك الأكبر في العالم، أركتيكا، والتي انضمت إلى الأسطول في رحلتها الأولى..
توظف الشركة ما بين 1000 إلى 2000 شخص. وتمتلك الشركة سفينة لنقل النفايات المشعة ، وأخرى لرصد الإشعاع. كما أنها تحتفظ بسفينة متحف لينين .
العقوبات
فرضت كندا عقوبات عليها في 22 أغسطس 2023 لارتباطها بالحكومة الروسية. 

## نشاط
ويعمل ما مجموعه حوالي 1000 شخص في كاسحات الجليد الذرية، وناقلات الضوء النووية، وATOs (خدمات التكنولوجيا الذرية)، وكلها تحت مظلة أتومفلوت. يخضع طاقم القيادة لتدريب خاص في أكاديمية الأدميرال ماكاروف البحرية الحكومية في سانت بطرسبرغ. بالإضافة إلى تنظيم نقل البضائع على طول طريق بحر الشمال ، تنظم أتومفلوت رحلات بحرية سياحية، يصل الربح منها إلى 6-7% من إجمالي أرباح الشركة. 
| قيد التشغيل / قيد الإنشاء | قيد التشغيل / قيد الإنشاء     | قيد التشغيل / قيد الإنشاء | خرجت من الخدمة                  | خرجت من الخدمة                | خرجت من الخدمة | خرجت من الخدمة                                  |
| الاسم                     | النوع                         | السنة                     | الاسم                           | النوع                         | السنة          | الحواشي                                         |
| ------------------------- | ----------------------------- | ------------------------- | ------------------------------- | ----------------------------- | -------------- | ----------------------------------------------- |
| سيفموربوت                 | -                             | 1988-2007 ، 2016 حتى الآن | أركتيكا                         | <i id="mwTQ">أركتيكا</i>- فئة | 1975–2008      | الراسية حاليا في مورمانسك                       |
| <i id="mwVA">تيمير</i>    | <i id="mwVw">تيمير</i>- فئة   | 1989 حتى الآن             | <i id="mwWw">سيبير</i>          | أركتيكا- فئة                  | 1977–1992      | الراسية حاليا في مورمانسك                       |
| <i id="mwZA">فايغاش</i>   | تيمير- فئة                    | 1990 حتى الآن             | <i id="mwag">روسيا</i>          | أركتيكا- فئة                  | 1985–2013      | وضعت في مورمانسك                                |
| <i id="mwcg">يامال</i>    | <i id="mwdQ">أركتيكا</i>- فئة | 1993 حتى الآن             | <i id="mweQ">سوفيتسكي سويوز</i> | أركتيكا- فئة                  | 1989–2012      | وضعت في مورمانسك ؛ ليتم تحويلها إلى سفينة قيادة |
| 50 دع بوبيدي              | أركتيكا- فئة                  | 2007 حتى الآن             |                                 |                               |                |                                                 |
| أركتيكا                   | مشروع 22220                   | 2020                      |                                 |                               |                |                                                 |
| سيبير                     | مشروع 22220                   | 2021                      |                                 |                               |                |                                                 |
| الأورال                   | مشروع 22220                   | 2022                      |                                 |                               |                |                                                 |
| ياقوتيا                   | مشروع 22220                   | 2022                      |                                 |                               |                |                                                 |
| تشوكوتكا                  | مشروع 22220                   | -                         |                                 |                               |                |                                                 |
| روسيا                     | مشروع10510                    | 2021-حتى الآن             |                                 |                               |                |                                                 |